# Amalie Iuel
Amalie Iuel (Aalborg, 17 de abril de 1994) es una atleta danesa-noruega especializada en los 400 metros vallas.

## Biografía
Nacida en Dinamarca, en la ciudad de Aalborg, de madre danesa y padre noruego-danés, se mudó con su familia a Noruega cuando ella tenía dos años y medio, creciendo en Bekkestua, ciudad del municipio Bærum. Tiene cuatro hermanos. Vivió en Noruega hasta los doce años, luego vivió mucho en el extranjero en relación con el trabajo de su padre. Se graduó de la Escuela Internacional de Bangkok en 2013 y estudió en la Universidad del Sur de California en Los Ángeles de 2013 a 2017.
Representó a Dinamarca a nivel internacional hasta que recibió la ciudadanía noruega en junio de 2015, siendo su primera aparición profesional con su nueva nacionalidad en el Campeonato Europeo de Atletismo Sub-23 de Tallin (Estonia), ese mismo año. Tras completar sus estudios en Biología Humana por la Universidad del Sur de California en mayo de 2017, regresó a Noruega. Es entrenada, junto a Karsten Warholm, por Leif Olav Alnes.

## Carrera deportiva
En 2013 Iuel participó en el Campeonato Nacional Júnior de Atletismo, donde ganó en la carrera de 400 metros. También participó en el equipo de relevos con IL Tyrving, que ganó la plata en el relevo de 1000 metros.
Durante su etapa universitaria en los Estados Unidos, formó parte del equipo Southern California Trojans, con el que compitió en diversos campeonatos interuniversitarios centrándose en las carreras de 400 metros vallas, relevos 4 x 400 metros y las pruebas de heptatlón.
Para 2015, cambiaba sus opciones deportivas al deshacerse de su nacionalidad danesa, obtenida por nacimiento, y acogerse a la nueva ciudadanía noruega, con la que asumió competir deportivamente desde entonces. En julio de ese año, representó a Noruega a nivel internacional por primera vez, cuando participó en el Campeonato Europeo de Atletismo Sub-23 que se celebró en Tallin (Estonia). Allí quedó en quinta posición en los 400 metros vallas, logrando un nuevo récord nacional de Noruega Sub-23 de 56,36 segundos. Estaba a tres centésimas de segundo del récord noruego en esta distancia. También compitió en los 400 metros vallas en el Campeonato Mundial de Atletismo de Pekín (China), donde no pasó de la primera prueba, quedando en el vigesimosexto puesto con un tiempo de 56,59 segundos tras una mala salida y golpearse la rodilla en los primeros obstáculos, lo que le hizo perder mucha velocidad.
En febrero de 2016 participó en la competencia indoor New Mexico Classic en Albuquerque, y estableció un récord noruego en los 400 metros con un tiempo de 52,78 segundos. Pocos días después, rebajaría la marca en el Tyson Invitational en Fayetteville (Carolina del Norte, donde corrió 52,52 segundos. En el mismo evento, también estableció su mejor marca personal en los 60 metros con vallas, con 8,51 segundos, reducida posteriormente en el MPSF Indoor Championships en Dempsey Indoor Hall de Seattle, con 8,48.
En marzo, participó en el Trojan Invitational de Los Ángeles, marcando una nueva marca personal en los 100 metros con vallas, con 13,72 segundos el 19 de marzo. En el Power Conference Cardinal, celebrado en la misma ciudad, corrió los 400 metros vallas con un tiempo de 57,33 segundos, clasificándose para el Campeonato de Europa de Atletismo de ese año en Países Bajos.
En mayo de ese año, se lesionó el codo mientras participaba en el Pac-12 Multi Events Championship, donde compitió en las pruebas del heptatlón. Esa lesión la obligó a permanecer de pie durante algunas semanas sobre los ejercicios de lanzamiento, por lo que tuvo que concentrarse en los 400 metros con vallas durante el período de la lesión. Compitió en los 400 metros con vallas en los Regionales de la NCAA a finales de ese mes, corriendo en 56,90 segundos, un segundo por detrás del requisito olímpico.
El 23 de mayo participó en el Gran Premio de Noruega en el Estadio Bislett de Oslo en los 400 metros. A pesar de que voló a Noruega desde los Estados Unidos, y afectada por el jet lag, consiguió establecer un nuevo récord nacional -y personal- en la marca Sub-23 con un tiempo de 52,85 segundos, que estaba por debajo del requisito para el Campeonato de Europa de Atletismo, y más de tres segundos más rápido que su récord personal anterior. El tiempo también fue un nuevo récord de club para Tyrving y un récord de circuito para Akershus. El récord anterior de clubes y circuitos lo tenía Berit Berthelsen desde 1966.
En el Campeonato Europeo de Atletismo de Ámsterdam obtuvo el sexto mejor tiempo en la serie introductoria, con 56,98 segundos, y pasó a las semifinales; aquí estableció un nuevo récord noruego, con un tiempo de 55.79 s., y por lo tanto también se clasificó para los Juegos Olímpicos de Río. Su tiempo fue el cuarto mejor en las semifinales, por lo que también pasó a la final, quedando como sexta clasificada (56,24 s.). En agosto viajó con la expedición noruega hasta Brasil para competir en los Juegos Olímpicos de Río de Janeiro. El 15 de agosto corrió la primera carrera clasificatoria, en la torna número 3, donde acabó sexta y corrió 56,75 segundos. Quedó por tanto desclasificada y no avanzó a semifinales.
Iuel abrió la temporada de 2017 con un tiempo de 52,85 en los 400 metros en una competición en Fayetteville, y el 19 de marzo estableció un nuevo récord en los 400 metros con un tiempo de 51,81 segundos en el USC Trojan Invitational de Los Ángeles. Mejoró el récord de Noruega en los 400 metros con vallas a 55,38 en el evento International Battle on the Bayou en Luisiana el 8 de abril. Este también fue el récord mundial para el mundo y cumplió con los requisitos para el Campeonato Mundial de Atletismo en Londres. En mayo, se graduó de la Universidad del Sur de California y se mudó a Noruega. Comenzó a entrenar con Karsten Warholm bajo dirección de Leif Olav Alnes.
Noruega participó en la Primera Liga del Campeonato Europeo de Atletismo por Equipos, con Iuel participando en los 400 metros vallas. Tuvo el mejor tiempo en las eliminatorias, con un tiempo de 56,51 segundos, y se clasificó para la final, donde corrió en 55,68 y quedó en segundo lugar detrás de la suiza Petra Fontanive. El equipo noruego quedó descalificado en la prueba de 4 x 400 metros relevos, donde Iuel tenía previsto correr.
Representó a su país durante el Campeonato Mundial de Atletismo, donde fue eliminada en las pruebas de 400 metros lisos y 400 metros vallas. En la primera corrió 52,55 segundos, siendo el trigésimo tercer mejor tiempo (quedó sexta en su carrera clasificatoria), y marcó un tiempo de 56,42 segundos en los 400 metros vallas, siendo el vigesimotercer tiempo (octavo de su carrera).
En 2018 acudió a la cita berlinesa del Campeonato Europeo de Atletismo; aquí corrió los 400 metros vallas, corriendo la primera prueba y siendo eliminada en semifinales, al quedar tercera en su serie (pero undécima en la general) y estar fuera de la final, con un tiempo de 55,81, que volvía a significar un récord personal para la atleta.
En 2019 participó en la Universiada celebrada en la ciudad italiana de Nápoles, donde logró la medalla de bronce en los 400 m vallas, con un tiempo de 56,13 segundos. Posteriormente, con Noruega volvió a acudir a su segunda Primera Liga del Campeonato Europeo de Atletismo por Equipos, ahora en Sandnes (Noruega). El efecto de jugar en casa dio impulso a Iuel, que logró sendas medallas de oro en los 400 m vallas, con 55,80 segundos, y con el combinado nacional en los 4 x 400 metros relevos, con 3:33,69 minutos.
Durante el Campeonato Mundial de Atletismo en Doha (Catar), Iuel mejoró su récord en los 400 m vallas en 43 centésimas hasta 54,72 segundos. Ella ganó su serie y tuvo el segundo mejor tiempo de todos en la clasificación. Posteriormente sería eliminada en semifinales, al quedar en décima posición global y un tiempo máximo de 55,03 segundos.
A finales de año, terminó con el club IK Tjalve, con el que estaba desde 2017, y fichó por el IL Tyrving.
En julio de 2021 viajó a Japón para participar en sus segundos Juegos Olímpicos, postergados un año por la pandemia del coronavirus. Corrió en la primera ronda de la eliminatoria, donde quedó sexta con una marca de 55,65 segundos. Fuera de los puestos de clasificación directa, entró a semifinales por tener un tiempo dentro del ratio. No llegaría a entrar en la final. Tras una salida nula, donde la noruega fue percibida con una tarjeta amarilla, llegó a meta siendo octava (última), con un tiempo de 57,61 segundos. Compitió en la misma carrera que la estadounidense Dalilah Muhammad, que corría por la pista 7, quien acabó siendo plata olímpica.

## Resultados por competición

### Por temporada
| Representando a Noruega | Representando a Noruega                                    | Representando a Noruega | Representando a Noruega | Representando a Noruega | Representando a Noruega |
| ----------------------- | ---------------------------------------------------------- | ----------------------- | ----------------------- | ----------------------- | ----------------------- |
| Año                     | Competición                                                | Lugar                   | Puesto                  | Modalidad               | Marca                   |
| 2015                    | Campeonato Europeo de Atletismo Sub-23                     | Tallin                  | 5.ª                     | 400 m vallas            | 56,36 s.                |
| 2015                    | Campeonato Mundial de Atletismo                            | Pekín                   | 26ª (H1)                | 400 m vallas            | 56,59 s.                |
| 2016                    | Campeonato Europeo de Atletismo                            | Ámsterdam               | 6.ª                     | 400 m vallas            | 56,24 s.                |
| 2016                    | Juegos Olímpicos                                           | Río de Janeiro          | 5.ª (H3)                | 400 m vallas            | 56,75 s.                |
| 2017                    | Campeonato Europeo de Atletismo por Equipos - Primera Liga | Vaasa                   | 2.ª                     | 400 m vallas            | 55,68 s.                |
| 2017                    | Campeonato Europeo de Atletismo por Equipos - Primera Liga | Vaasa                   | -                       | 4 x 400 m relevos       | DQ                      |
| 2017                    | Campeonato Mundial de Atletismo                            | Londres                 | 6.ª (H4)                | 400 m                   | 52,55 s.                |
| 2017                    | Campeonato Mundial de Atletismo                            | Londres                 | 8.ª (H5)                | 400 m vallas            | 56,42 s.                |
| 2018                    | Campeonato Europeo de Atletismo                            | Berlín                  | 11.ª (SF)               | 400 m vallas            | 55,81 s.                |
| 2019                    | Universiada                                                | Nápoles                 | 3.ª                     | 400 m vallas            | 56,13 s.                |
| 2019                    | Campeonato Europeo de Atletismo por Equipos - Primera Liga | Sandnes                 | 1.ª                     | 400 m vallas            | 55,80 s.                |
| 2019                    | Campeonato Europeo de Atletismo por Equipos - Primera Liga | Sandnes                 | 1.ª                     | 4 x 400 m relevos       | 3:33,69 min.            |
| 2019                    | Campeonato Mundial de Atletismo                            | Doha                    | 10.ª (SF)               | 400 m vallas            | 55,03 s.                |
| 2021                    | Juegos Olímpicos                                           | Tokio                   | 8.ª (SF1)               | 400 m vallas            | 57,61 s.                |
| 2021                    | Liga de Diamante - Weltklasse                              | Zúrich                  | 1.ª                     | 400 m                   | 51,64 s.                |
| 2022                    | Campeonato Mundial de Atletismo                            | Eugene                  | 6.ª (SF3)               | 400 m vallas            | 54,81 s.                |
| 2022                    | Campeonato Mundial de Atletismo                            | Eugene                  | 6.ª (H2)                | 4 x 400 m relevos       | 3:32,00 min.            |
| 2022                    | Campeonato Europeo de Atletismo                            | Múnich                  | 5.ª                     | 400 m vallas            | 55,32 s.                |

### Mejores marcas
| Disciplina                        | Marca         | Lugar       | Fecha                   |
| --------------------------------- | ------------- | ----------- | ----------------------- |
| 200 metros lisos (exterior)       | 23,41 s.      | Seattle     | 7 de mayo de 2016       |
| 200 metros lisos (pista cubierta) | 24,65 s.      | Albuquerque | 13 de febrero de 2015   |
| 60 metros vallas (pista cubierta) | 8,48 s.       | Seattle     | 26 de febrero de 2016   |
| 100 metros vallas (exterior)      | 13,69 s.      | Los Ángeles | 1 de mayo de 2016       |
| 400 metros vallas (exterior)      | 51,64 s. (NR) | Zúrich      | 9 de septiembre de 2021 |
| Pentatlón                         | 4425 pts.     | Birmingham  | 11 de marzo de 2016     |
| Heptatlón                         | 6011 pts.     | Seattle     | 8 de mayo de 2016       |
| 4 x 100 metros relevos            | 45,74 s.      | Nesodden    | 20 de mayo de 2018      |
| 4 x 400 metros relevos            | 3:23,35 min.  | Eugene      | 10 de junio de 2017     |